# Pintoras del siglo XIX en España
Pintoras del siglo XIX en España es una breve recopilación de pintoras que desarrollaron su carrera profesional en el siglo XIX.

## Historia
La mujer ha sido ocultada en la historia de la pintura por diferentes motivos, en muchos casos por tener su acceso restringido a las academias ya que tenían el acceso limitado a la enseñanza oficial por ser mujeres. En algunos casos se ocultaban detrás de un seudónimo, otras veces sus obras fueron firmadas por el nombre de su marido pintor. En la mayoría de los casos, pudieron desarrollar su actividad dado que procedían de un ambiente familiar en el que el padre era pintor, recibiendo clases de este como es el caso de Juana Pacheco (1602-1660), esposa de Diego Velázquez, era hija del pintor Francisco Pacheco, maestro de Velázquez, en ese ambiente, tuvo la  oportunidad de dedicar su vida a la pintura. Su obra ha estado delimitada al terreno del bodegón  y principalmente Flores.  
Había otros círculos que les permitían asistir a clases de pintura en iniciativas privadas, como la Sociedad de acuarelistas, talleres particulares de pintores o el Círculo de Bellas Artes, que abrían una perspectiva diferente a la enseñanza reglada. Las alumnas eran mujeres de la burguesía, con una familia dispuesta a acoger estas veleidades”, explica la autora de La imagen de la mujer pintora en ilustración popular del siglo XIX, para subrayar el hecho de que aquello no era lo que se esperaba de una señorita.
Ni siquiera podían formarse en la figuración, ya que estaba prohibido mirar modelos desnudos para aprender la anatomía del ser humano. En la Escuela Especial de pintura, escultura y grabado de Madrid, no había mujeres matriculadas en la asignatura de Anatomía pictórica, en el período transcurrido desde 1878 hasta finales de siglo. La sociedad, es decir los hombres, habían reservado para las mujeres que se atrevían a entrar en las artes plásticas a reducirlas a la realización de obras de pequeño formato, pequeños cuadros, bodegones, miniaturas y paisajes para abanicos. Debían ejecutar sus conocimientos como artesanas, algunas trabajaron como ayudantes en los talleres de pintores porque era la mano de obra más barata.

## Relación de pintoras
A la hora de dekumitar un período, en muchos casos la  vida activa de algunas pintoras estaba en un período entre dos siglos. La escritora  Matilde Torres López, en su estudio La mujer en la docencia y la práctica artística en Andalucía durante el siglo XIX, recuerda que el hábitat de la mujer era el hogar. Pero en el siglo XIX el aprendizaje y la enseñanza artística estaba en pleno auge principalmente para una élite social, por tanto proliferaron las escuelas y academias con el fin de instruir en la pintura a las mujeres burguesas. Cuenta la investigadora que la mayoría de las mujeres tuvo que aprender por sus propios medios, no en la Academia al no estar permitido su acceso, se formaban con algún familiar o profesores particulares. Es el caso de muchas artistas desconocidas, conservadas y custodiadas en el Instituto de Patrimonio Cultural de España.
María del Rosario Weiss quien en 1819, gracias a la reina Isabel de Braganza, se aprueba la enseñanza de Dibujo para niñas y jóvenes. En 1842,  Weiss fue contratada para educar en el Dibujo a Isabel II y su hermana, la infanta Luisa Fernanda. La enseñanza orientada a  perfeccionar el sentido de la vista, el buen gusto y desarrollar la capacidad de apreciar una obra de arte. Presentó su obra a la Academia de Bellas Artes de San Fernando para que la admitieran como profesora, pero fue rechazada. Weiss fue ayudante de Goya en sus últimos años.
Lluïsa Vidal (1876-1918)  fue la única mujer de su época que se dedicó profesionalmente a la pintura y la única que fue a París a formarse. Cuando regresó, montó una academia de pintura para mujeres en su taller. Mujer activa y comprometida socialmente, vivió de la pintura y de las clases particulares que impartía. Era retratista e ilustradora, se distanció de lo que se llamaba pintura femenina (pintar flores). Sus pinturas solían estar protagonizadas por mujeres en situaciones domésticas, muy lejos del erotismo en el que los pintores hombres solían situarlas.   
Antonia de Bañuelos Thorndike (1865-1921) era hija de diplomático español,  nació en Roma y se crio en Tortosa, Tarragona y Madrid. Los últimos 25 años de su vida los vivió en Biarritz, en Francia. No se sabe cómo empezó a pintar, pero sí que, como todas las pintoras de su época, parte de su formación artística tuvo lugar en París. Era una pintora costumbrista que pintó muchos retratos (sobre todo de niños) y cuyo trabajo fue reconocido en numerosas ocasiones. Entre ellos, la Medalla de Bronce que ganó en la Exposición Universal de París en 1900. Sus prácticas pictóricas del natural, es decir la figura humana, solo podían practicar con los posados de bebés. Para ellos, los hombres, pintaban con modelos masculinos y femeninos. Esta limitación se convirtió en una ventaja ya que a base de esos posados de bebés, algunas pintoras  se especializaron en maestras de Niños Jesús, estos fueron vendidos por  toda Europa como pintura para las devotas de finales del siglo XIX.
Pilar Montaner (1876-1961) nacida en Mallorca, su formación artística la realizó en un internado en Madrid y la continuó a su regreso a su Mallorca natal, allí estudió con los pintores más reconocidos de la isla (su marido había heredado una gran fortuna, por lo que tuvo una vida holgada económicamente). Se formó también con Sorolla y Gelabert y fue labrando su propio estilo, muy influida por el impresionismo. Su vida dio un giro ante la quiebra económica familiar y la muerte de varios hijos de tuberculosis, su pintura adquirió un cariz más oscuro y personal.
Victoria Martín de Campo (1794-1869) fue una pintora neoclásica española, también conocida como «Barhie». Académica de mérito de la Nacional de Santa Cristina, supernumeraria de la provincial de Bellas Artes. Discípula del pintor Manuel Montano, sus obras se caracterizaron por un sentido especial del dibujo. 
Marguerite Marie Benoit (1669 - 1718)  artista francesa del último tercio del siglo XIX, Primer cuarto del siglo XX. Estudió con Madame Letruffe-Colomb, Madame Gabrielle Debillemont-Chardon y Madame Berthe Jouvin. Expuso en la Societé des Artistes Français en 1905. Forma parte de la colección del Museo del Prado
Emilia Menassade (n París, 1860).  Esta pintora francesa, Vivió en España,  se especializó en temas de la naturaleza principalmente florales y bodegones. Fue discípula de Sebastián Gessa y Arias, fue influida por su maestro desde los puntos de vista técnico y temático. Participó en numerosas exposiciones, tanto individuales como colectivas,. Participó en las Exposiciones Nacionales de Bellas Artes y fue premiada con mención de honor en 1887 y con tercera medalla en la edición de 1892 por el lienzo titulado Día de fiesta.
Aurelia Navarro. Pintora. 1882. Granada, fue una pintora de formación academicista, vivió su infancia cerca de la Alhambra, donde tomaba apuntes del natural.  Fue pensionada en Madrid por la Diputación Provincial de Granada, y ya en la capital,  participó en las Exposiciones Nacionales de Bellas Artes.  Fue una mujer muy activa que consiguió dar visibilidad a sus obras, tras el éxito, pasó a ser olvidada en los museos .
Elena Brockman (Madrid, activa en la segunda mitad del siglo XIX, de 1887 a 1896). Fue una pintora costumbrista. Descendía de una familia ilustre y culta,  pudo estudiar en la Academia de Bellas Artes de San Fernando, donde se matriculó en clases de dibujo del natural.   
Granada Cabezudo (1860-1900) Pintora de origen español, vivió en Manila, Filipinas, en la escuela filipina cultivó temas costumbristas, especialmente temas indígenas. Pintora de origen español, afincada en Filipinas, hija de militar, le destinaron a su padre a Manila, se trasladó con su familia.  
Fernanda Francés Mexía de Arribas (Valencia, 1862-Madrid, 1939). Discípula de su padre el pintor Plácido Francés, Esta pintora se especializó en flores y bodegones. Expuso regularmente en las Exposiciones Nacionales de Bellas Artes, donde ganó una mención honorífica en 1887. Exhibió su trabajo en el Palacio de Bellas Artes y el Edificio de la Mujer y también expuso en la Exposición Universal de París en 1889. Su estilo se caracteriza por la disposición de las figuras sobre fondo neutro con gran sensibilidad hacia las calidades de los tejidos y cerámicas. Fue de las primeras en formar parte de la Asociación de Artistas. Su obra forma parte de la colección del Museo del Prado.
Teresa Madasú y Celestino Zaragoza, doc. 1873-1893. Fue una pintora, dibujante y litógrafa. Con la familia se trasladó a Madrid, donde ella y sus tres hermanas se dedicaron a la costura para ayudar a la exigua economía familiar. En 1873 recibe su primer encargo de dibujante para una obra sobre antigüedades artísticas. Cuando en el Conservatorio de Artes se abre una cátedra pública de dibujo para señoritas, ella asiste a las clases y realiza una serie de 22 dibujos ganando con ellos diversos premios. Su obra forma parte de la colección del Museo del Prado.
Marcelina Poncela de Valladolid  1864 -1917, de familia con pocos  recursos económicos, pero estimulada por su padre ingresó en la Escuela Normal y superó los dos ciclos de enseñanza más la reválida, obtuvo el título de Maestra de Primera Enseñanza Elemental, y posteriormente se matriculó en 1876 en la Escuela de la Academia de Bellas Artes.